# Alessio Bolis
Alessio Bolis (Iseo, 6 luglio 1997) è un cestista italiano.

## Carriera
Ha frequentato l'istituto IIS Marzoli di Palazzolo sull'Oglio conseguendo il diploma nell'indirizzo chimico biologico. Prodotto del settore giovanile del Basket Brescia Leonessa. L'11 dicembre 2016, nella partita di campionato tra Leonessa Brescia - Vanoli Cremona ha debuttato in Serie A. Nell'estate 2017 passa il prestito fino a fine campionato alla Montecatini Basketball, società di Serie B..
Per la stagione 2017/2018 passa a titolo definitivo alla società Montecatini Basketball